# David Bustill Bowser
David Bustill Bowser, né le 16 janvier 1820 à Philadelphie et mort le 2 juillet 1900, est un peintre afro-américain.

## Biographie
David Bustill Bowser naît le 16 janvier 1820 à Philadelphie. Il est le petit-fils de Cyrus Bustill (en), fondateur de l'African Free Society et membre de l'église africaine libre St Thomas de Philadelphie. Il est décrit comme un « homme libre de couleur ». Actif à Philadelphie de 1844 à 1899, il est à la fois un portraitiste et un artiste commercial. 
David Bowser Bustill meurt le 2 juillet 1900.